# جی.پی. دوتا
جی. پی. دوتا (انگلیسی: J. P. Dutta؛ زادهٔ ۳ اکتبر ۱۹۴۹) با نام اصلی جیوتی پراکاش دوتا کارگردان و تهیه‌کننده بالیوود و نویسنده اهل هند است.
وی همچنین برندهٔ جایزه فیلم‌فیر بهترین کارگردانی ۱۹۹۸ برای فیلم مرز شده‌است.
دوتا با بازیگر فیلم بالیوود بیندیا گوسوامی ازدواج کرده‌است که از او دو دختر به نام‌های نیدی و سیدی دارد.

## فیلم‌شناسی
- جوخه - ۲۰۱۸
- عمر و جان - ۲۰۰۶
- لوک کارگیل - ۲۰۰۳
- پناهنده - ۲۰۰۰
- مرز - ۱۹۹۷
- جنگجویان - ۱۹۹۳
- سلاح - ۱۹۸۹
- بخشش - ۱۹۸۹
- یتیم - ۱۹۸۸
- غلامی - ۱۹۸۵